# Compagnie sucrière sénégalaise
Pour le club sportif, voir Compagnie sucrière sénégalaise (football).
Pour les articles homonymes, voir CSS.
La Compagnie sucrière sénégalaise (CSS) est une entreprise sénégalaise implantée à Richard-Toll, dans le nord du pays et appartenant à Jean Claude Mimran. Elle est le premier employeur privé du Sénégal

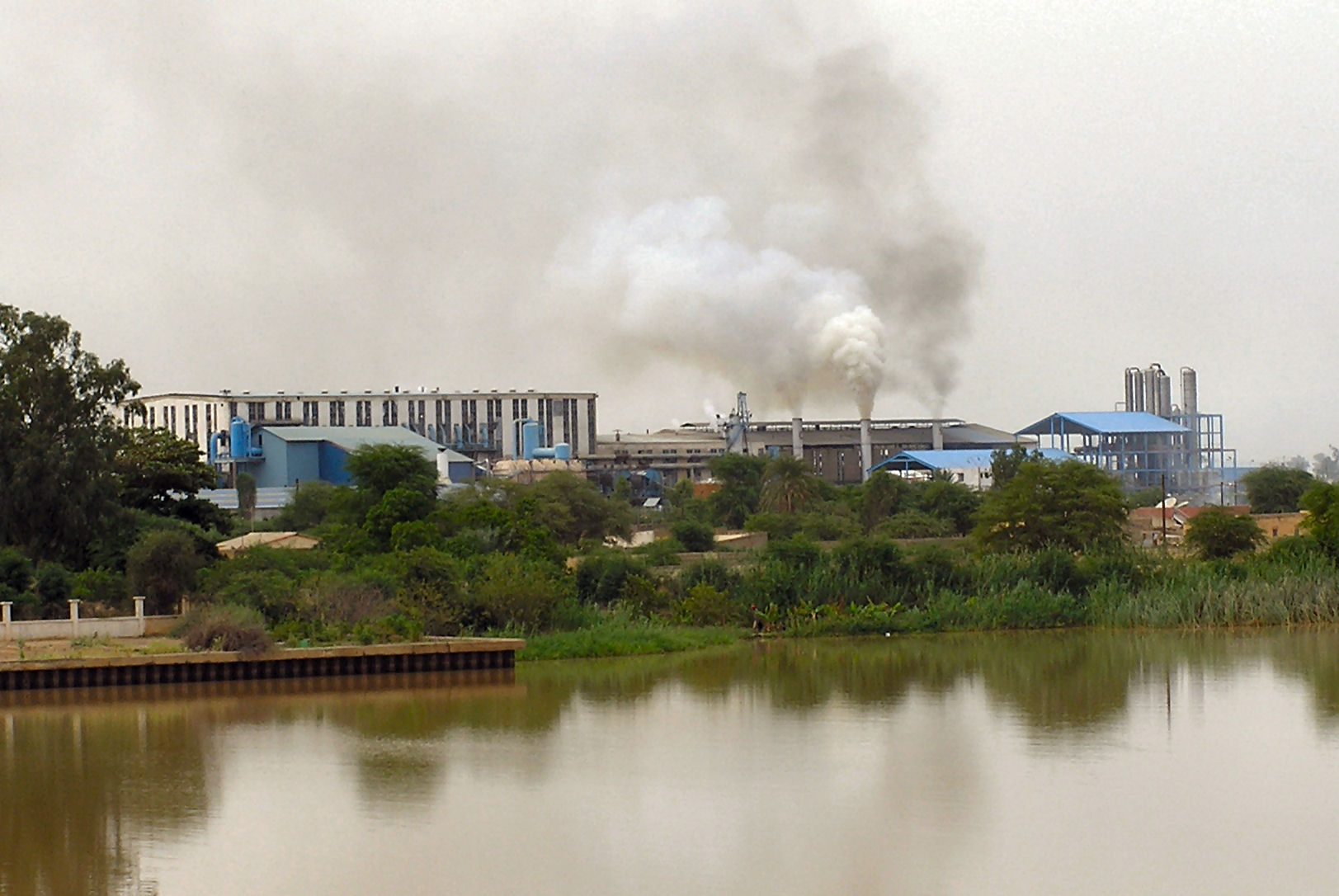
Vue générale de la sucrerie

## Histoire
La société a été créée au début des années 1970.

Elle appartient au groupe Mimran, contrôlé par les trois fils du fondateur. Jean-Claude Mimran préside le pôle industriel du groupe dont les activités (agroalimentaire, négoce de céréales, transport maritime, secteur bancaire) sont essentiellement concentrées en Afrique, surtout au Sénégal et en Côte d'Ivoire. Jean-Claude Mimran est un Français exilé fiscal résidant en Suisse (à Berne). Sa fortune est estimée à entre 1,5 et 2 milliards de francs suisses (1,33 à 1,77 milliard d'euros).

## Activités
La société emploie 3 000 permanents et 2 000 travailleurs saisonniers, et peut en période de campagne entretenir 8 000 emplois.

Récolte de la canne à sucre.
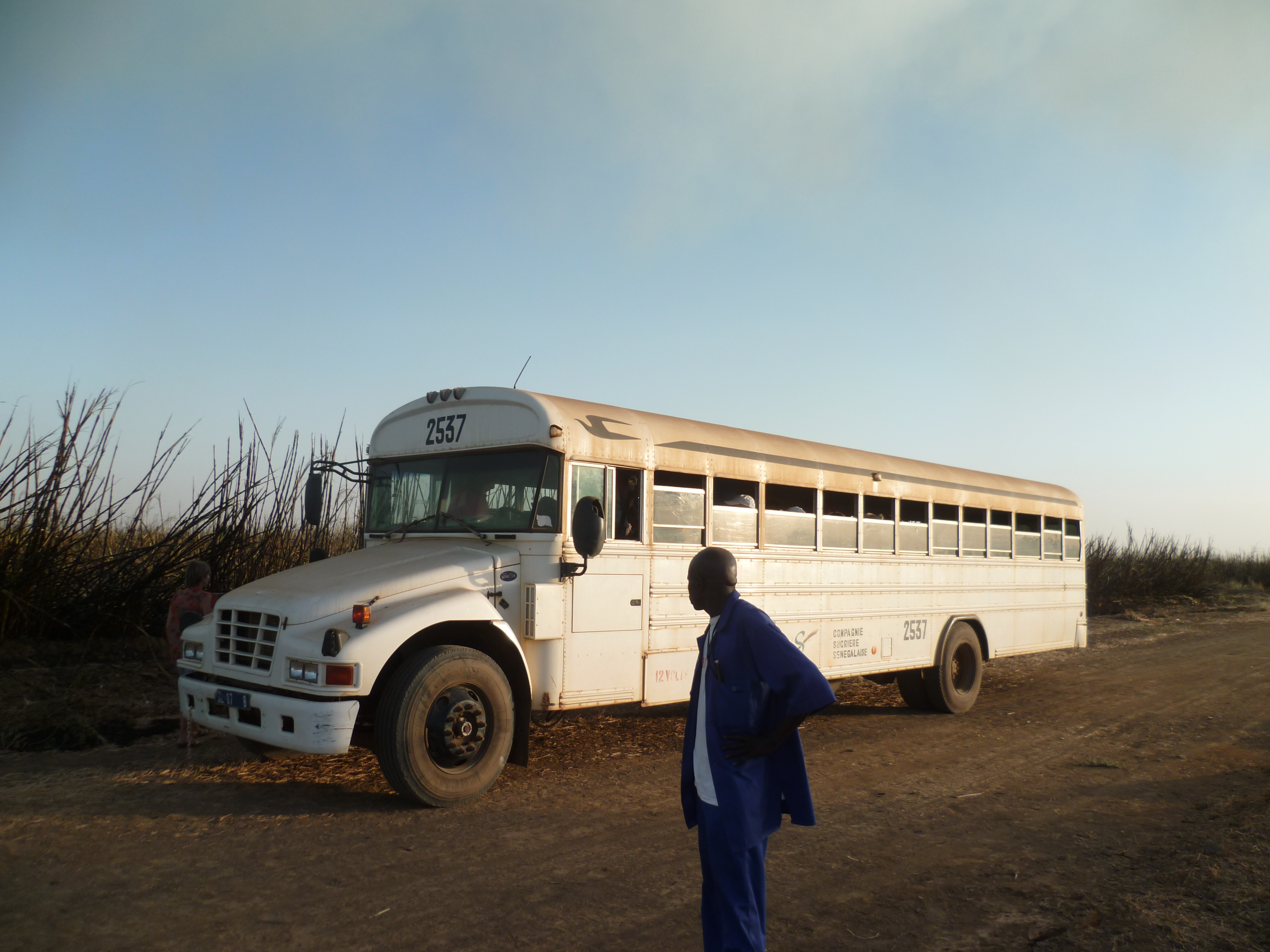
Bus des ouvriers.
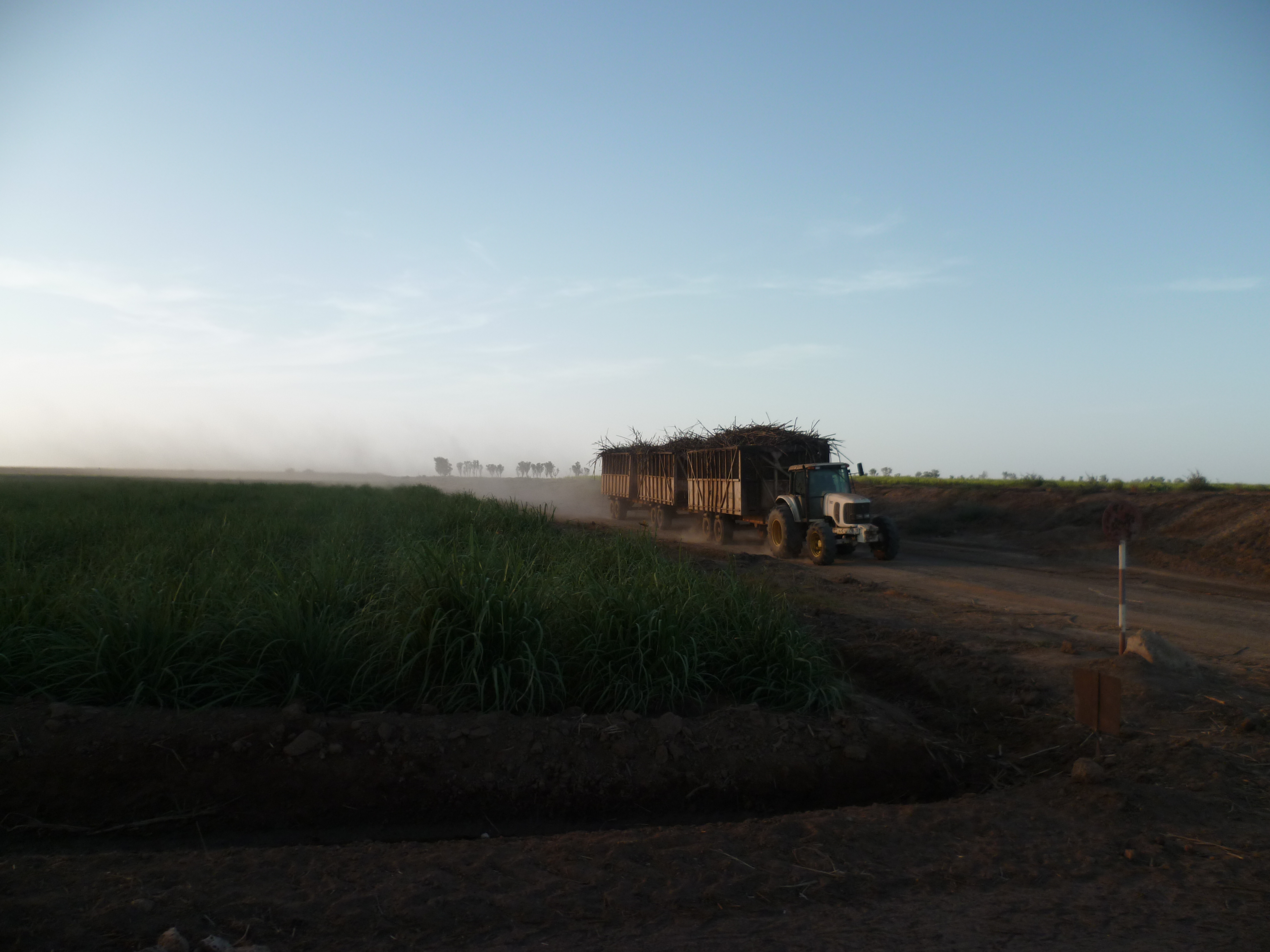
Transport.
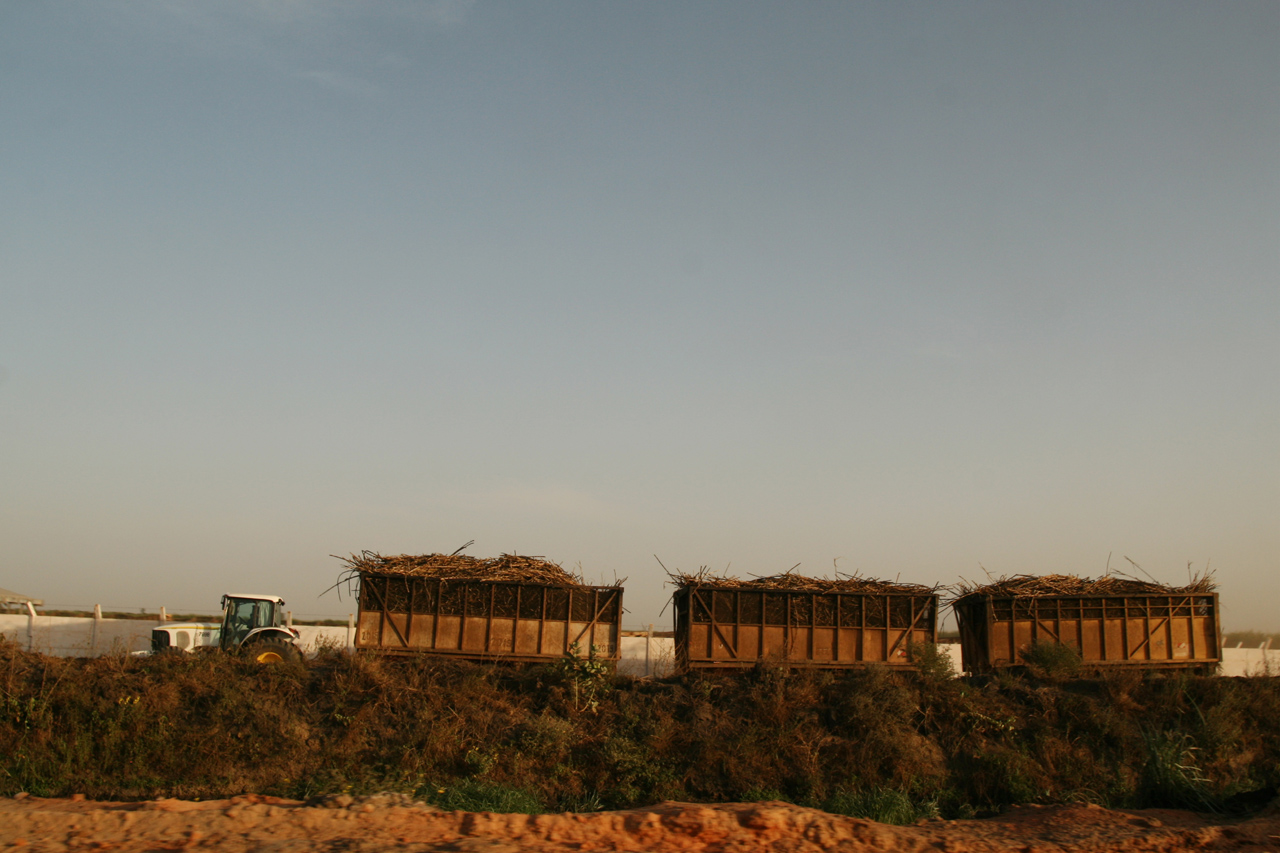
Transport.
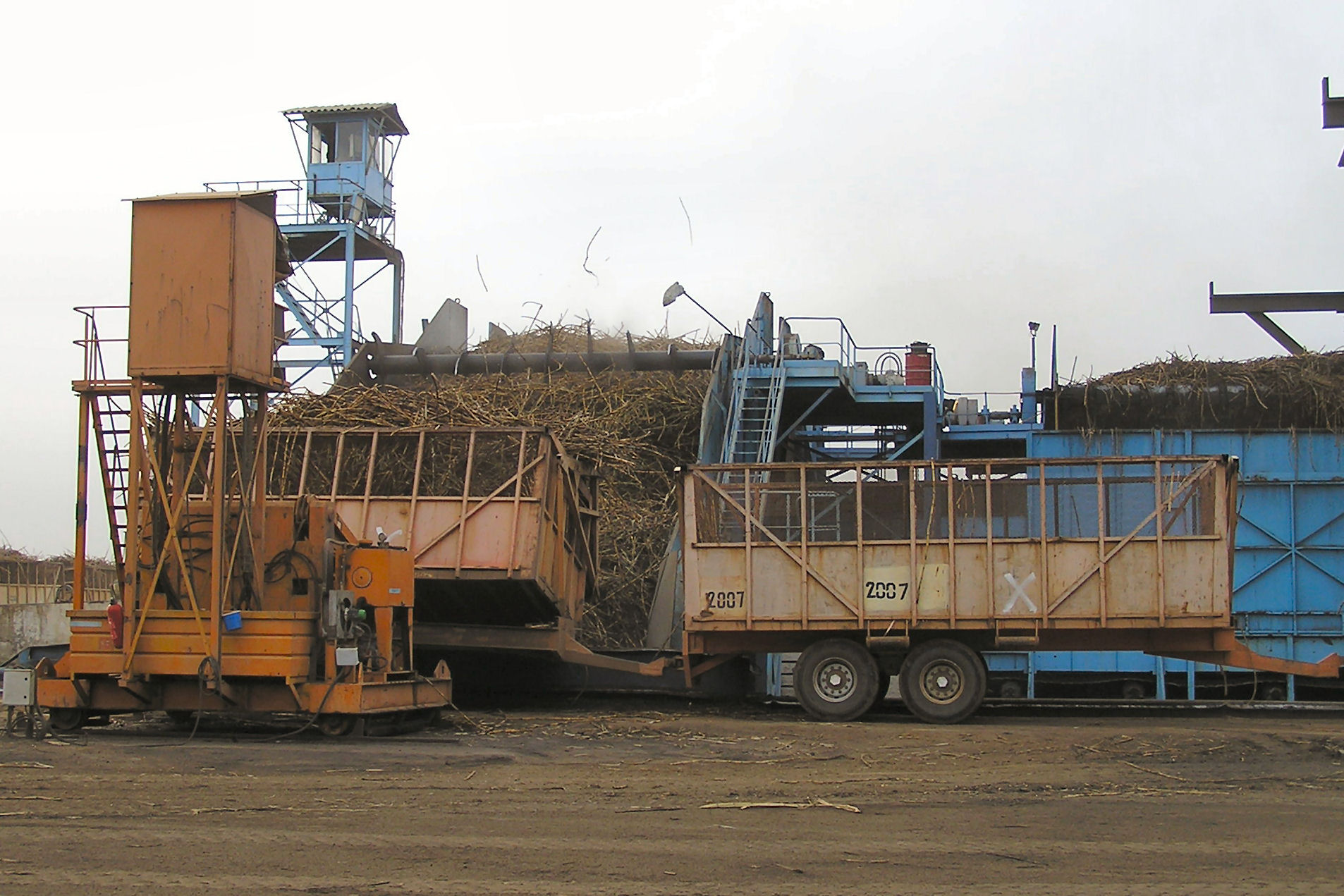
Déchargement.

Pour une surface agricole utile de 11210 ha, elle produit chaque année environ 1 500 000 T de canne, 140 000 T de sucre, et 13 000 000 L d'alcool pur.

Fabrication du sucre.
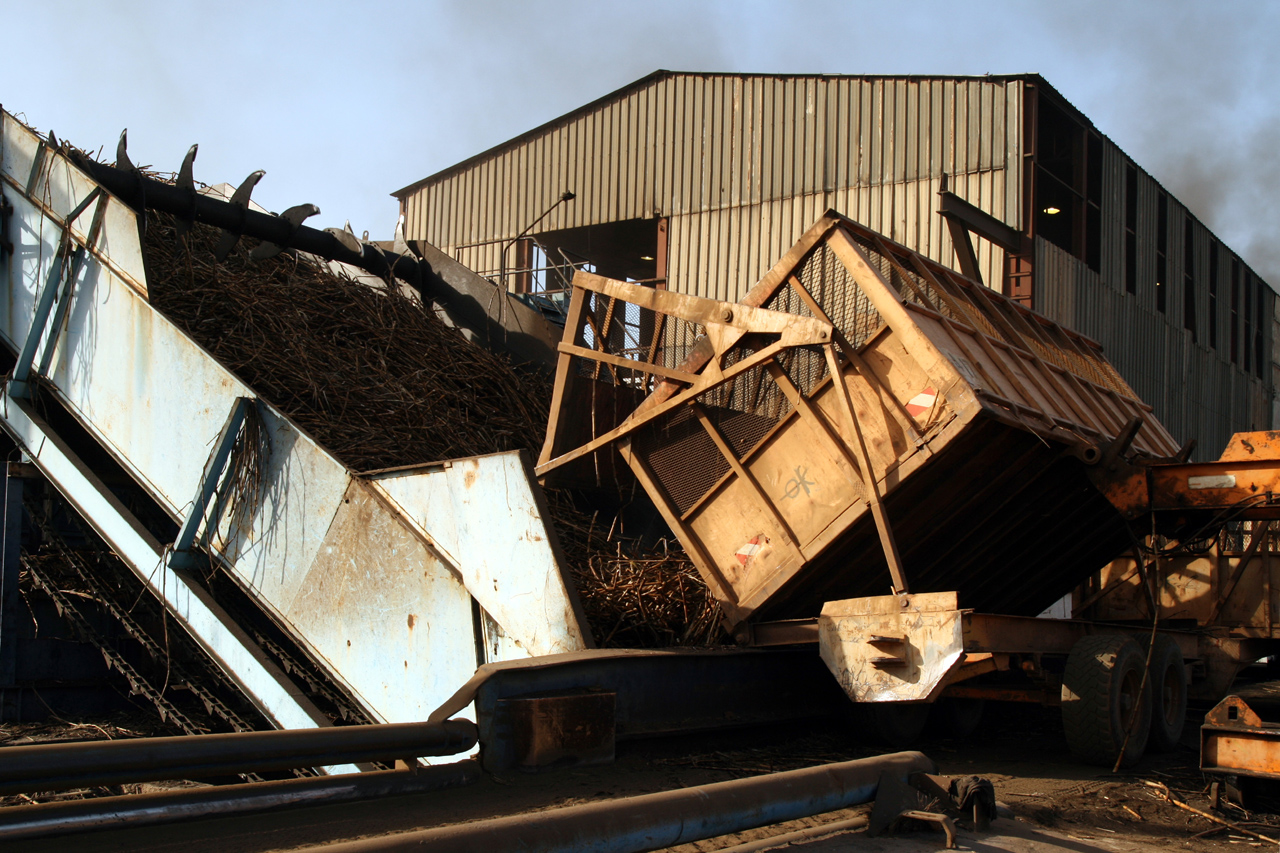
Arrivée de la canne.
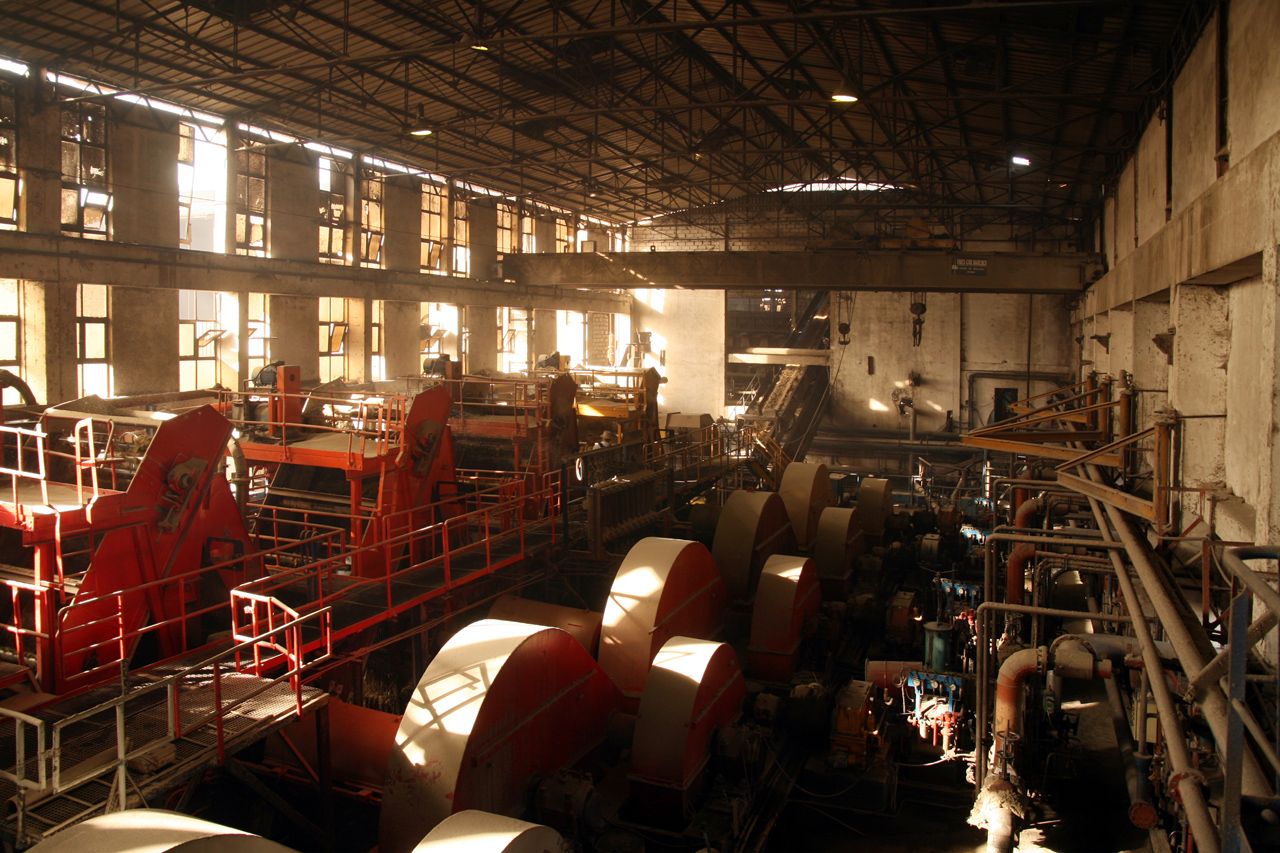
Broyage.
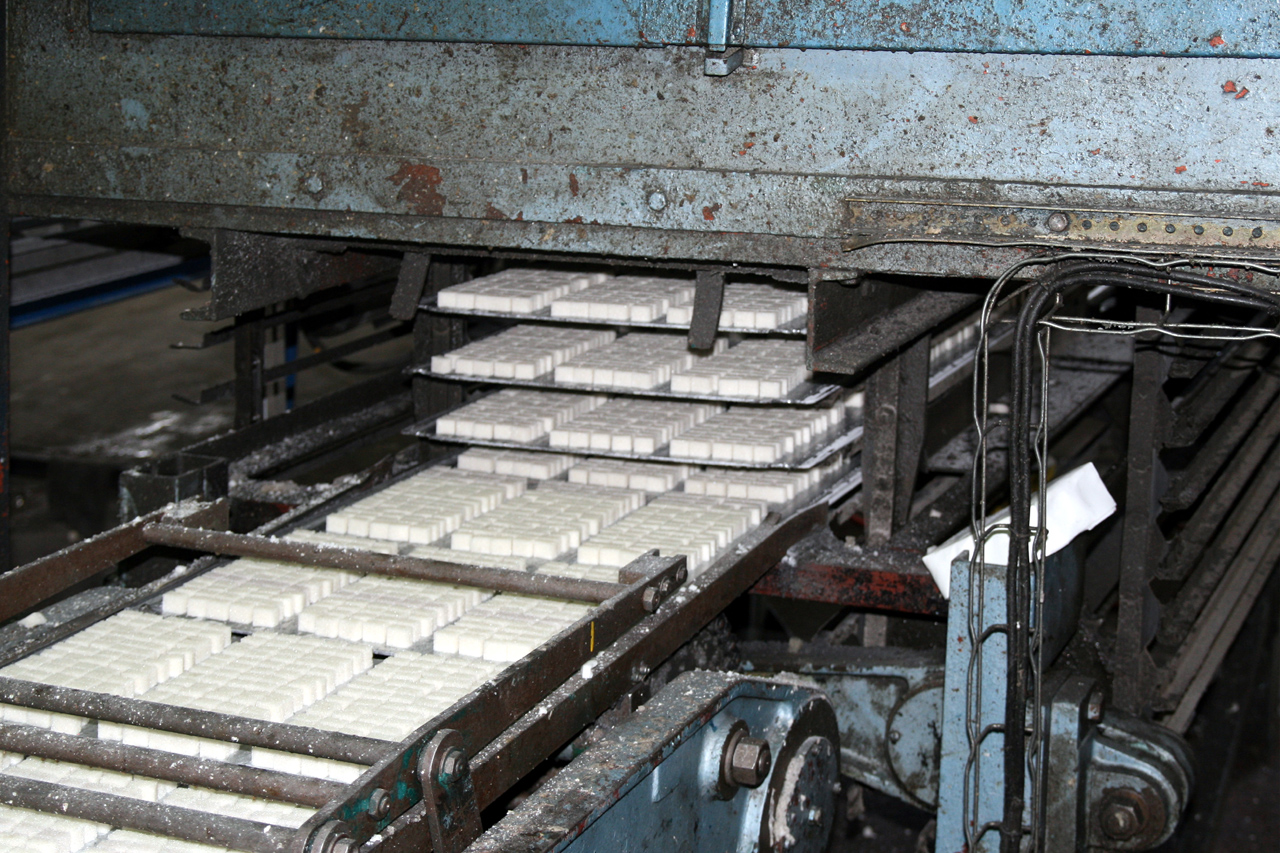
Mise en boîte.
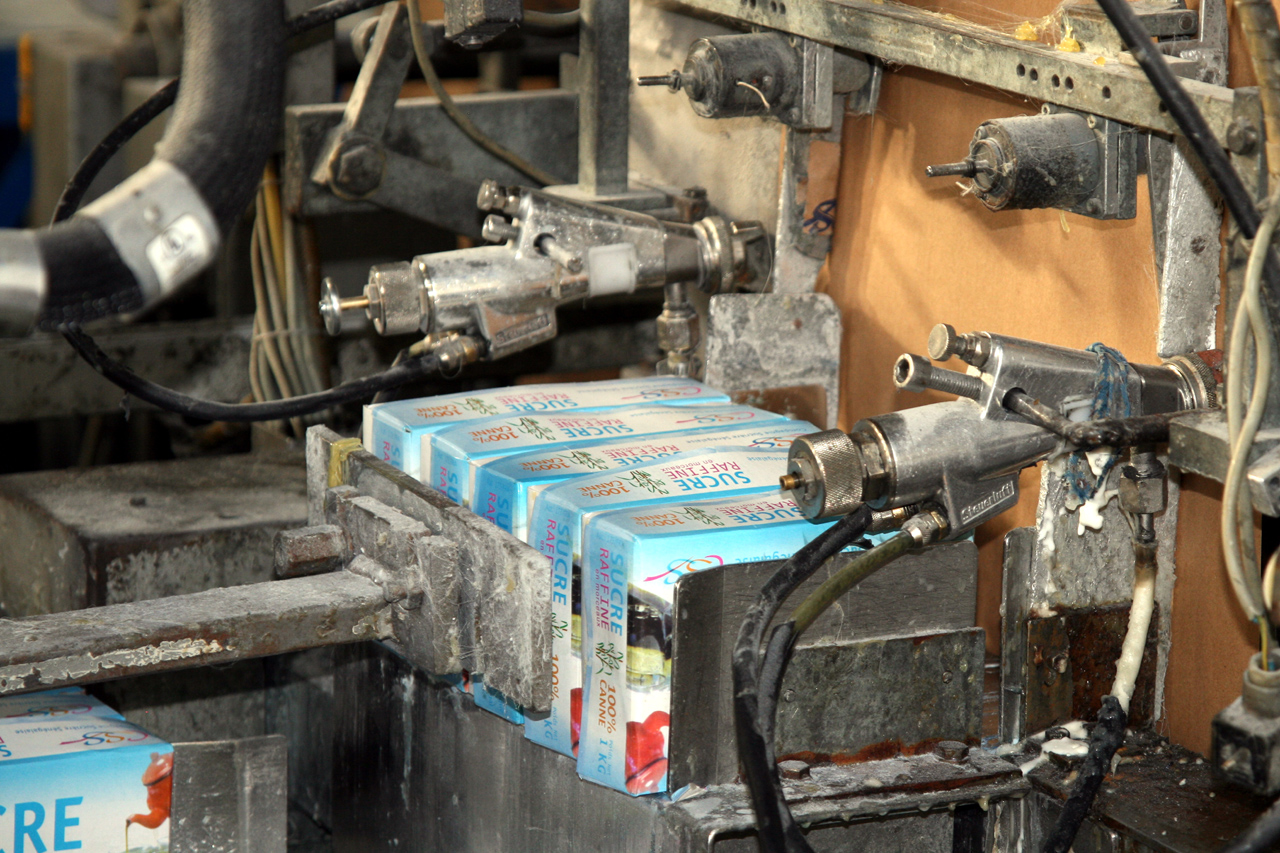
Mise en boîte.
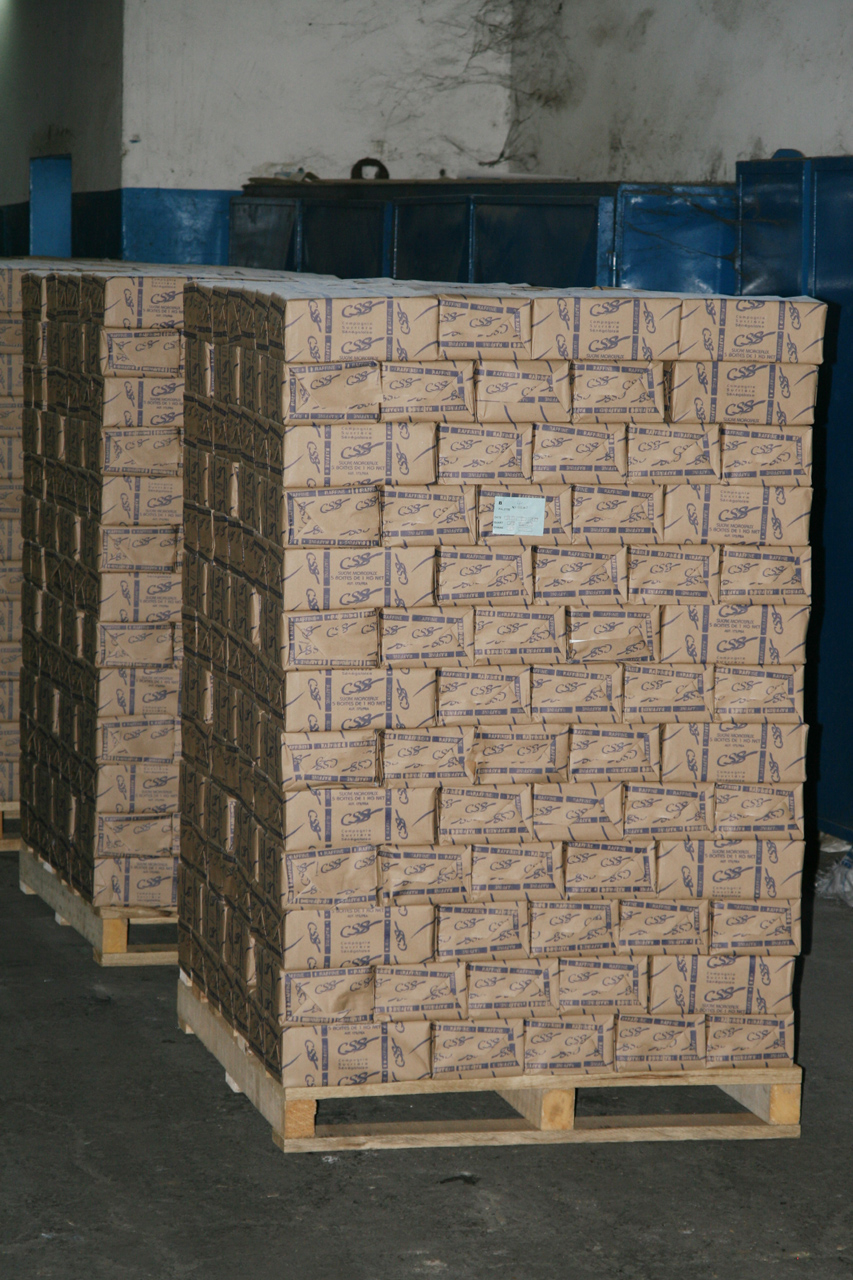
Packaging.

Elle a également un club de football qui porte son nom et qui évolue au plus haut niveau du championnat du Sénégal de football; voir Compagnie sucrière sénégalaise (football)